# 飯坂溫泉站
飯坂溫泉站（日语：／ Iizakaonsen eki */?）是位於福島縣福島市飯坂町字十綱下28號，福島交通的飯坂線車站（終點站）。

## 歷史

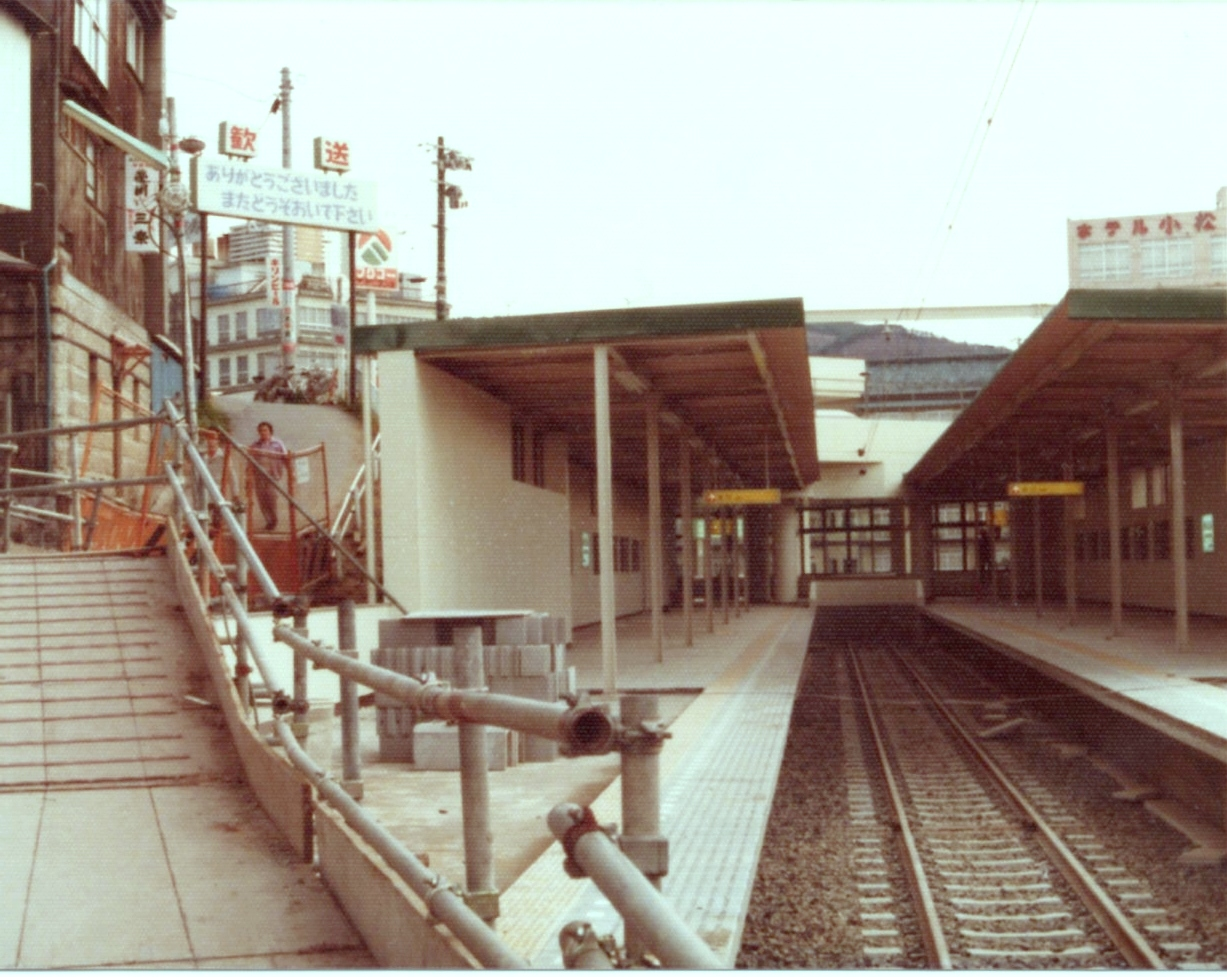
開始使用前的月台（1982年12月11日）

在1908年（明治41年） - 1967年（昭和42年），此站車站步行5分鐘可到達福島交通飯坂東線（路面電車）湯野町站。
- 1927年（昭和2年）3月23日 - 飯坂電車車站啟用。
- 1982年（昭和57年）12月21日 - 車站遷移至現地。
- 2010年（平成22年）12月20日 - 車站大樓翻新[1]。

## 車站構造
此站是地面車站，設有2面1線的港灣式月台。此站是職員配置車站。在1982年車站遷移前，設有2線3面的月台。通常向福島站一方，左邊為下車專用，右邊為乘車專用。在冬季，乘車和下車均使用右邊月台。車站大樓靠近十綱橋。車站出入口附近設有便利店「FamilyMart」。車站內設有候車室和自動售票機。此站沒有列車停泊，均返回櫻水站。

## 使用狀況
在2010年度的乘車人次為433人。
以下為近年1日平均上落、乘車人次列表：
| 年度   | 1日平均 乘車人次 | 1日平均 上下車人次 |
| ------ | ---------------- | ------------------ |
| 2010年 | 433              |                    |
| 2011年 |                  | 889                |
| 2012年 |                  | 913                |
| 2013年 |                  | 1,001              |
| 2014年 |                  | 959                |
| 2015年 |                  | 1,086              |
| 2016年 |                  |                    |
| 2017年 |                  |                    |
| 2018年 |                  | 1,071              |
| 2019年 |                  | 1,023              |

## 車站周邊
此站是奧州三名湯之一飯坂溫泉之玄關口。車站旁設有摺上川，站前設有十綱橋。站前設有的的士站和旅館接送巴士處。
- 飯坂溫泉觀光協會、飯坂溫泉旅館協同組合
- 鯖湖湯（公共浴場）
- 波來湯（公共浴場）
- 福島北警署（日语：福島北警察署）飯坂幹部派出所
- 飯坂消防署
- 福島市立飯坂小學
- 福島市立大鳥中學
- 福島市立大鳥幼稚園
- 社會福祉法人私立飯坂保育所
- 福島市飯坂溫泉觀光會館
- 飯坂郵局（日语：飯坂郵便局）
- 湯野郵局
- 福島縣道3號福島飯坂線（日语：福島県道3号福島飯坂線）
- 福島縣道5號上名倉飯坂伊達線（日语：福島県道5号上名倉飯坂伊達線）（與縣道3號、縣道124號和國道399號重疊）
- 福島縣道124號飯坂桑折線（日语：福島県道124号飯坂桑折線）（與縣道5號和國道399號重疊）
- 福島縣道319號穴原十綱線（日语：福島県道319号穴原十綱線）
- 國道399號（日语：国道399号）

## 巴士路線
車站北邊設有「飯坂溫泉站」巴士站。
- 福島交通
  - 杉之平線
  - 飯坂、中茂庭線

距離車站東邊約300米，跨過摺上川後的「湯野站」巴士站，設有福島交通巴士路線，該路線為途經伊達的湯野線（經伊達站入口前往福島站東出口）。

## 其他
- 由於此站是飯坂溫泉的玄關口，因此在2002年（平成14年）選為東北車站百選車站之一。
- 此站可購買JR聯絡車票。

## 相鄰車站
福島交通
飯坂線
花水坂－飯坂溫泉

## 注腳
1. ↑  福島交通 - 新着情報 飯坂温泉駅舎をリニューアルオープンしました （页面存档备份，存于）（日語）
2. ↑  福島市公共交通活性化基本計画PDF（日語） - 福島市，2012年，22頁
3. ↑  國土數値情報(不同車站上落客數據)2011-2015年  （页面存档备份，存于）（日語） - 國土交通省，國土數値情報(不同車站上落客數據)2018年  （页面存档备份，存于） - 國土交通省，2019年9月3日參閲

## 外部連結
- 福島交通 - 飯坂線 飯坂溫泉站 （页面存档备份，存于）（日語）